# Góra Wawel
Góra Wawel (ang. Mount Wawel, Wawel Hill) - szczyt na Wyspie Króla Jerzego na wschodnim brzegu Zatoki Admiralicji, u wylotu Zatoki Martela, 290 m n.p.m.
Nazwę nadała polska ekspedycja antarktyczna.